# Etilenoglicol
Etilenoglicol ou monoetilenoglicol (MEG) (nome IUPAC: etano-1,2-diol) é um álcool com dois grupos hidroxila, –OH
 (é um diol). É um composto químico amplamente utilizado na composição de  anticongelantes, usados em localidades que atingem temperaturas abaixo de 0 °C, pois diminui o ponto de congelamento da água. Na forma pura, é um líquido viscoso, incolor, inodoro, com sabor adocicado, porém é tóxico e sua ingestão é considerada uma emergência médica.

## Produção
O etilenoglicol é produzido a partir do etileno, através do intermediário de etanal — o óxido de etileno reage com a água para produzir etilenoglicol, de acordo com a equação química:
C
2H
4O + H
2O  →  HO–CH
2–CH
2–OH
Esta reação pode ser catalisada por meio de ácidos ou bases, ou pode ocorrer em pH neutro sob temperaturas elevadas. As maiores produções de etilenoglicol ocorrem em soluções ácidas ou de pH neutro com um grande excesso de água. Sob essas condições, a produção de etilenoglicol pode chegar ao rendimento de 90%. Os principais subprodutos do etilenoglicol são os oligômeros de dietileno glicol, trietileno glicol, e tetraetileno glicol.

## Toxicidade

### Sintomas de intoxicação
Os sintomas incluem:
- 0,5 a 12 horas após ingestão: depressão de sistema nervoso, alteração metabólica e distúrbios gastrointestinais, como diarréia e vômitos;
- 12 a 24 horas após ingestão: sintomas cardiopulmonares associados a acidose metabólica;
- 24 a 72 horas após ingestão: dor no flanco e anúria associada à insuficiência renal com necrose tubular aguda e deposição de cristais do oxalato de cálcio nos rins;
- 6 dias apos a exposição: sintomas neurológicos, paralisia flácida ascendente, Síndrome de Guillain-Barré, surdez, paralisia facial, amaurose, edema cerebral e outras sequelas.

### Toxicocinética
O etilenoglicol é rapidamente e extensivamente absorvido através do trato gastrointestinal e menos absorvido a nível respiratório e dérmico. No entanto após a absorção, é distribuído no organismo de acordo com volume de água total do mesmo.
Na maioria dos mamíferos, incluindo os seres humanos, é inicialmente metabolizado no fígado pela álcool desidrogenase a glicolaldeído (com a possível contribuição do citocromo P450). O glicolaldeído é rapidamente convertido em ácido glicólico e glioxal pelo aldeído oxidase e aldeído desidrogenase. Estes são oxidados a glioxilato pela glicolato oxidase ou lactato desidrogenase, que pode metabolizar em ácido fórmico, ácido oxálico e glicina. Forma-se dióxido de carbono (gás carbônico) a partir da glicina e ácido fórmico, que é um dos maiores produtos de eliminação de EG pela via respiratória. A eliminação também ocorre pela via urinária (etilenoglicol, glicoaldeído ou ácido glicólico) com um tempo de meia-vida média de 1 a 4 horas na maioria das espécies, incluindo os mamíferos.

### Mecanismos de toxicidade
- Citotoxicidade: etilenoglicol, tal como outros álcoois de cadeia curta nomeadamente o etanol, produz numerosas respostas celulares potencialmente citotóxicas, independentemente do tipo da célula. Alteração de metabolismo de fosfolipídios e ácidos graxos, alterações em estado de oxidação, distúrbios em estado energético e aumento de produção de espécies reativos de oxigênio está relacionado com lesões celulares resultantes de exposição aguda ou crônica destes álcoois, causando distúrbios nas cascatas de sinalização intracelulares, o qual interfere na síntese de ácido fosfatídico reduzindo o potencial de fosforilação e peroxidação lipídica e consequentemente diminui número das células.[8]

- Nefrotoxicidade: o marcador de toxicidade renal é a presença de cristais de oxalato do cálcio monohidratado (COM) nos túbulos renais e na urina. Microscopicamente, alteração de características histopatológicas, incluindo degeneração, atrofia e inflamação das células tubular renal, são observados apenas na presença da COM. Metabolicamente, a lesão renal está relacionado com maior acumulação de COM nas células de túbulo proximal renal. A lesão renal na ausência de tratamento poderá levar a insuficiência renal. Com o tratamento, o rim recuperará a sua função normal ou quase normal. Os camundongos são mais susceptíveis que humanos a lesão renal induzido pela COM. Os sintomas de nefrotoxicidade incluem dor no flanco, cristaluria de oxalato de cálcio, oliguria, etc.[9][10][11][12]

- Neurotoxicidade: patofisiologia de intoxicação com etilenoglicol, é caracterizado com efeitos depressores de sistema nervosa central (alteração do estado mental, ataxia, fala arrastada) que é causado especialmente pelos metabolitos, maioritariamente glioxilato e glicoaldeído, os quais interferem com o ciclo de Krebs e o metabolismo mitocondrial. A produção de aldeído inibe a fosforilação oxidativa, respiração e o metabolismo de glicose. Durante as primeiras horas após a intoxicação o indivíduo parece embriagado, estuporo e desenvolve apoplexia. Existe edema cerebral agudo e aumento de pressão intercraniano pela deposição dos cristais de oxalato de cálcio na barreira hemato-encefálica. Mais tarde pode ocorrer diferentes formas clínicas de neuropatia.[13][14]

- Hepatotoxicidade: degenerações celulares (degeneração hidrópica, degeneração gordurosa), necrose do parênquima e deposições de cristais de oxalato de cálcio foram observados na autópsia de fígado dos indivíduos que morreram após a ingestão de etilenoglicol. Etilenoglicol induz alteração morfológica nas mitocôndrias de hepatócitos causando aumento do tamanho e perda da organização das mitocôndrias, mas ao contrário do etanol estas alterações não ocorrem em todas as mitocôndrias e não são bem definidas.

- Efeitos cardiovasculares: aparecem após efeitos neurológicos e juntamente com os efeitos respiratórios na segunda fase de intoxicação com etilenoglicol. Os sintomas incluem a taquicardia, galope ventricular, hipertrofia cardíaca, hipertensão ou hipotensão que podem resultar em choque cardiogênico, arritmia cardíaca, miocardite e insuficiência cardíaca congestiva que podem levar a morte.

- Efeitos respiratórios: ocorrem na segunda fase de intoxicação com etilenoglicol. Os sintomas incluem hiperventilação, respiração rápida e superficial, edema pulmonar generalizado com a presença ocasional de cristais de oxalato de cálcio no parênquima pulmonar. O envolvimento de sistema respiratório aparece a ser dependente da dose e ocorre concomitantemente com alteração cardiovascular. Infiltrado pulmonar e outros alterações compatíveis com síndrome do desconforto respiratório agudo (ARDS) são características de segunda fase de intoxicação com etilenoglicol. Edema pulmonar pode acontecer devido a insuficiência cardíaca, ARDS ou aspiração de conteúdo gástrico. Sintomas relacionados com acidose metabólica tal como a edema pulmonar e broncopneumonia são relativamente raros e normalmente acontecem no caso de intoxicação com doses elevados. A insuficiência respiratória raramente pode acontecer. Outros sintomas incluem taquipneia,  hiperpneia e cianose.[14]

- Efeitos gastrointestinais: náusea, vômito sanguinolento ou não, pirose, cólicas e dores abdominais são efeitos comuns de intoxicação aguda com etilenoglicol. Áreas hemorrágicas na mucosa gástrica foram observadas na autópsia de um caso fatal de intoxicação. No outro caso foi observada necrose hemorrágica e isquêmica moderada do cólon, juntamente com diarreia intermitente, dor abdominal devido a estenose, e perfuração de cólon e deposição de cristais de oxalato de cálcio três meses após a ingestão de etilenoglicol.

- Efeitos hematológicos: os testes podem incluir leucocitose moderada e predominância de neutrófilos polimorfonucleares.

- Efeitos musculares: efeitos no músculo-esquelético relatado nos casos de intoxicação aguda com etilenoglicol incluem fraqueza muscular difusa e mialgia associadas com elevada nível sérica de creatino-fosfoquinase (CPK) e mioclonias e contrações tetânicos associadas com hipocalcemia. Em alguns casos, autópsia mostrou miosite intersticial e parenquimático no músculo-esquelético.

- Efeitos metabólicos: um efeito secundário maior após a ingestão de etilenoglicol envolve alterações metabólicas, que ocorre nas primeiras 12 horas após a contaminação. A intoxicação com etilenoglicol está acompanhada com acidose metabólica cujo se manifesta com descida de pH e teor de bicarbonato do soro e outros fluidos de organismo, causado pela acumulação do excesso de ácido glicólico. Existe uma relação inversa entre descida de pH de plasma e aumento de concentração plasmática de ácido glicólico. Outros características de efeitos metabólicos de intoxicação com etilenoglicol são aumento de gap aniônico, aumento de gap osmolar e hipocalcemia. O gap aniônico  do soro é calculado através de concentração de sódio, cloreto e bicarbonato. O seu valor normal varia entre 12 e 16 mM e aumenta após a ingestão de etilenoglicol devido a aumento de metabolitos aniônicos como glicolato. O gap osmolar representa a diferença entre osmolalidade medida e calculada e aumenta na intoxicação com etilenoglicol. O seu valor normal no humano varia entre 10 e 15 mOsm/kg de água. Cada 16mM (100 mg/dL)  no aumento em concentração de EG contribui para cerca de 16 mOsm/ kg de água.
Acidose com gap aniônico elevado geralmente é consequente a um acúmulo de ácido láctico e ácido oxálico. Em qualquer paciente com um gap aniônico elevado recomenda-se verificar o gap osmolar, porque quando ambos estão aumentados, sugere intoxicação por metanol ou etilenoglicol. O aumento dos dois também pode ser observado na cetoacidose diabética ou alcoólica.

### Diagnóstico
- Análise de sangue

1. Análise dos gases arteriais;
2. CHEM-7 (Na+

, K+

, Cl–

, bicarbonato/CO
2
, ureia, creatinina, glicose, Ca2+
);
1. Hemograma;
2. Teste de etilenoglicol e ácido glicólico — detecção toxicológica de etilenoglicol no soro através de métodos de GC ou a espectroscopia de RMN 1
H
, para saber que medidas a tomar para o tratamento: caso ainda estiver presente EG no sangue será útil administração dos seus antídotos e no caso de toda EG ingerido ser metabolizado temos de efetuar a hemodiálise;
3. Medição de cetona no sangue;
4. Osmolalidade do soro — gap aniônico e osmolar: Como os metabólitos podem causar acidose metabólica, análise dos gap aniônico e osmolar numa fase inicial é importante no diagnóstico. Na intoxicação com EG aumentam, Estes parâmetros são importantes apenas na fase inicial de intoxicação que o EG ainda não está completamente metabolizado;
5. Screen toxicológico;

- Radiografia dos pulmões
- CT scan
- Electrocardiograma
- Análise da urina

1. Presença de cristais de oxalato de cálcio na urina;
2. Detecção toxicológica de etilenoglicol na urina através de métodos de GC ou a espectroscopia de RMN 1
H
.

Estes testes mostram o aumento de nível de etilenoglicol, distúrbios químicos do sangue e os possíveis sinais de insuficiência renal e lesões do músculo / fígado.

### Tratamento
O objetivo do tratamento é manter as funções vitais do organismo e a remoção do agente tóxico, sendo que a maioria dos indivíduos intoxicados com EG precisam de ser admitidos em unidades de cuidados intensivos (UTI/CTI) para monitorização rigorosa, podendo precisar da ventilação mecânica.
Se a intoxicação for recente, é necessário, lavagem gástrica para remoção do etilenoglicol, processo que é efetivo apenas até duas horas após a intoxicação, pois o etilenoglicol tem absorção rápida.
Outros tratamentos incluem: carvão ativado, solução de bicarbonato de sódio IV ou citrato alcalino oral ao fim de reversão da acidose metabólica severa ou  para prevenção de lesões renais adicionais pela deposição de cristais de oxalato de cálcio e antídotos que reduzem a velocidade de formação dos metabólicos tóxicos no organismo (inibidores específicos de álcool desidrogenase nomeadamente etanol e fomepizol / 4-metilpirazol).
Nos casos graves pode ser necessária hemodiálise para remoção direta do etilenoglicol e seus metabólicos tóxicos do organismo. A diálise reduz a necessidade do organismo de eliminar as substâncias tóxicas e pode ser necessária nos indivíduos que desenvolveram insuficiência renal severa como resultado de intoxicação. A hemodiálise é muito efetiva na remoção do etilenoglicol e do ácido glicólico e está indicada quando a concentração plasmática de etilenoglicol excede a 50 mg/dl ou quando há acidose metabólica severa, insuficiência renal ou distúrbios dos electrólitos. É preciso ter em consideração que o etanol e fomepizol apenas previnem a primeira etapa de metabolização de etilenoglicol e, passado muito tempo da ingestão até o início do tratamento, a hemodiálise é necessária. Por isso, a determinação de metabólitos na fase do diagnóstico é muito importante na decisão sobre o tratamento.
A infusão de etanol é iniciada com 0,6 a 1,2 g/kg de peso e continua-se com 0,10 a 0,12g/kg/h até atingir nível plasmático de 100 a 200 mg/dl. Como alternativa poderá ser administrado fomepizol com concentração inicial de 15 mg/kg, continuando com 10 mg/kg  de 12 em 12 horas até que o nível plasmático de EG baixe até 20 mg/dl.
O fomepizol pode ser considerado o tratamento de primeira linha antes da ocorrência de acidose metabólica severa ou insuficiência renal, tendo a vantagem de não haver depressão de SNC e a manutenção do nível plasmático ser mais fácil comparado ao etanol, mas é muito caro. O etanol é mais acessível e mais econômico, mas tem a desvantagem de neurotoxicidade e risco de ocorrência de hipoglicemia e problemas de ajuste de dose.
Pode ser administrado citrato alcalino oral ou bicarbonato de sódio IV até a normalização completa de todos os parâmetros urinários. O citrato alcalino tem a vantagem de aumentar o citrato urinário e o pH, melhorando assim o índice de solubilidade urinária do oxalato de cálcio e pode prevenir nefrocalcinoses adicionais e acidose metabólica severa.
Com um diagnóstico precoce e um tratamento imediato e adequado, o individuo intoxicado pode sobreviver e até mesmo recuperar-se da insuficiência renal ou do coma. No entanto, com o atraso no tratamento, a intoxicação pode ser mortal. A ingestão de etilenoglicol é uma emergência médica e no caso de suspeita de uma possível intoxicação, o tratamento deve ser iniciado imediatamente, sem esperar pelo desenvolvimento dos sintomas.

### Epidemiologia

#### No Brasil
Em janeiro de 2020, a Polícia Civil de Minas Gerais identificou contaminação de cervejas da Cervejaria Backer por monoetilenoglicol e dietilenoglicol. Em 16 de janeiro de 2020, a Polícia Civil de Minas Gerais confirmou quatro mortes por suspeita de síndrome nefroneural, que poderia estar relacionada à contaminação, e causa náusea, vômito e dores abdominais, podendo evoluir para insuficiência renal e alterações neurológicas.